# 다사카 유스케
다사카 유스케(일본어: 田坂 祐介, 1985년 7월 8일 ~ )는 일본의 전직 축구 선수이다.

## 구단 경력
그는 2007년부터 2020년까지 J리그의 가와사키 프론탈레, 제프 유나이티드 지바에서 활동하였다.